# Folke Jansson
Pour les articles homonymes, voir Jansson.
Folke Georg « Pytta » Jansson (né le 23 avril 1897 à Jönköping et décédé le 18 juin 1965 à Göteborg) est un athlète suédois spécialiste du Triple saut. Affilié au Örgryte IS, il mesurait 1,87 m pour 80 kg

## Biographie

### Palmarès
| Date | Compétition           | Lieu   | Résultat | Épreuve     | Performance |
| ---- | --------------------- | ------ | -------- | ----------- | ----------- |
| 1920 | Jeux olympiques d'été | Anvers | 2e       | Triple saut | 14,480 m    |

### Records
| Épreuve     | Performance | Lieu | Date |
| ----------- | ----------- | ---- | ---- |
| Triple saut | 15,09 m     |      | 1920 |